# HIST1H2AD

HIST1H2AD‏ (Histone cluster 1 H2A family member d) هوَ بروتين يُشَفر بواسطة جين HIST1H2AD في الإنسان.